# Елф Акитен
„Елф Акитен“ (на френски: Elf Aquitaine), наричана накратко и само „Елф“, е бивша компания във Франция за добив на нефт и производство на нефтопродукти.
Създадена е за добив на нефт от находищата в региона Аквитания (Aquitaine – Акитен), Югозападна Франция през 1976 г. Първоначално носи името Национално дружество „Елф Акитен“ (Société Nationale Elf Aquitaine, SNEA), по-късно съкратено на „Елф Акитен“.
След сливането през 2000 г. с „Тотал Фина“ е създадена новата компания „ТоталФинаЕлф“, преименувана през 2003 г. на „Тотал“.